# Olmia
Olmia est une ancienne piève de Corse. Située dans le nord-ouest de l'île, elle relevait de la province de Calvi sur le plan civil et du diocèse de Sagone sur le plan religieux.

## Géographie

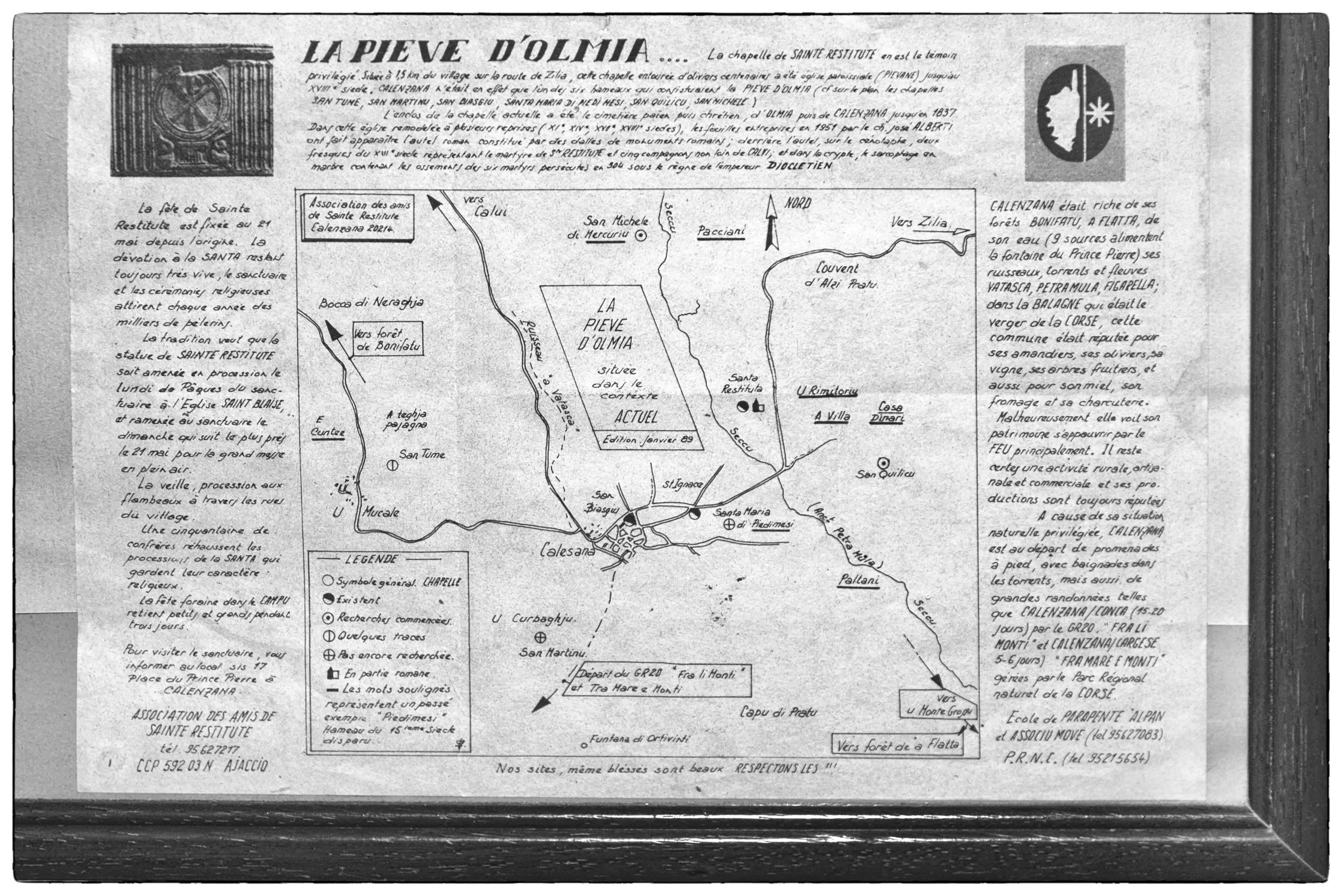
Informations sur la pieve d'Olmia

Olmia était l'une des composantes de la Balagna, ancienne province génoise qui comprenait vers 1520, les pievi de Toani, Aregnu, Santo Andrea, Pino et Ulmia.
La pieve qui comptait alors environ 1 250 habitants, comportait les lieux habités suivants :
- Calensani, devenu aujourd'hui Calenzana (Calinzana en corse), la piévanie. L'église piévane Santa Restituta, avec les chapelles San Tume, San Martinu, San Biasgiu, Santa Maria di Medi Mesi, San Quilicu et San Michele, constituaient la pieve d'Olmia[2] ;
- Mucale, devenu aujourd'hui Moncale (U Mucale en corse).

Au nord d'Olmia, se situent la cité de Calvi et la pieve de Pino, à l'est la pieve du Giussani, et au sud les pievi d'Armito et de Chiomi qui disparaitront des registres des tailles de Balagna en 1537.
Les pièves limitrophes d'Olmia sont :

## Histoire
En août 1324, dans l'inféodation faite par l'Aragon à Enrico et Opicinello de Cinarca, l'expression podesteria di Balagna était employée.
La pieve d'Olmia a été formée vers 1330, sous l'administration du Giò Pietro. Plusieurs lieux habités se sont unis pour former le village de Calensani, d'autres (U Campusiligu, E Scupuline, E Crucichje et E Cuntee) ont constitué le village de Mucale.
En 1366 la podestérie de Balagna comprenait les mêmes pievi que cent ans plus tard en 1454 : Chiomi, Armito, Olmia, Pino, Sant'Andria, Tuani, Giussani et Ostricone.
En 1367, la pieve est divisée en deux paroisses : Calensana et Mucale.
La pieve d'Olmia doit son nom à un culte antique pour l'orme, arbre alors sacré.
Au début du XVIIIe siècle, à la suite du redécoupage de pievi dont celles de Pino et d'Olmia, la pieve d'Olmia a pour lieux habités : Ziglia, Longhignani, Cassani.
Avant les événements qui, dès 1729, agitèrent cette région pendant la grande révolte des Corses contre Gênes, l’abbé Francesco Maria Accinelli avait dressé une estimation des populations à partir des registres des paroisses dont voici un extrait (texte en italien) : « Giurisditione di Calvi : Lumio 590. I. Pieve di Olmi : Longhiniani 187. Ziglia 684. Cassani 368 - II. Pieve di Pino : Moccale 249. Calenzana 1615. Monte maggiore 552. Presidio di Calvi, e suo Borgo 1062 », les chiffres étant ceux des populations des lieux cités.
Après la cession de la Corse à la France, la pieve d'Olmia fusionnera avec la pieve de Filosorma, l'ex-Chiomi, pour former la pieve de Monte Grosso avant que celle-ci devienne le canton de Calenzana en 1790.

## La pieve religieuse
L'église piévane, ou "pieve" d'Olmia était l'église de Santa Ristituda, située sur la commune de Calinzana.